# Champey-sur-Moselle
Champey-sur-Moselle és un municipi francès situat al departament de Meurthe i Mosel·la i a la regió del Gran Est. L'any 2007 tenia 319 habitants.

## Demografia

### Població
El 2007 la població de fet de Champey-sur-Moselle era de 319 persones. Hi havia 118 famílies, de les quals 20 eren unipersonals (16 homes vivint sols i 4 dones vivint soles), 45 parelles sense fills i 53 parelles amb fills.
La població ha evolucionat segons el següent gràfic:
Habitants censats

### Habitatges
El 2007 hi havia 135 habitatges, 119 eren l'habitatge principal de la família, 4 eren segones residències i 12 estaven desocupats. 128 eren cases i 7 eren apartaments. Dels 119 habitatges principals, 109 estaven ocupats pels seus propietaris, 8 estaven llogats i ocupats pels llogaters i 1 estava cedit a títol gratuït; 4 tenien dues cambres, 7 en tenien tres, 36 en tenien quatre i 72 en tenien cinc o més. 98 habitatges disposaven pel capbaix d'una plaça de pàrquing. A 41 habitatges hi havia un automòbil i a 69 n'hi havia dos o més.

### Piràmide de població
La piràmide de població per edats i sexe el 2009 era:
| Homes | Edats   | Dones |
| ----- | ------- | ----- |
| 0     | 95 o +  | 0     |
| 0     | 90 a 94 | 0     |
| 0     | 85 a 89 | 0     |
| 0     | 80 a 84 | 4     |
| 12    | 75 a 79 | 4     |
| 4     | 70 a 74 | 0     |
| 4     | 65 a 69 | 12    |
| 0     | 60 a 64 | 0     |
| 8     | 55 a 59 | 8     |
| 8     | 50 a 54 | 8     |
| 12    | 45 a 49 | 16    |
| 20    | 40 a 44 | 20    |
| 16    | 35 a 39 | 8     |
| 4     | 30 a 34 | 16    |
| 12    | 25 a 29 | 12    |
| 12    | 20 a 24 | 12    |
| 20    | 15 a 19 | 8     |
| 20    | 10 a 14 | 12    |
| 16    | 5 a 9   | 20    |
| 0     | 0 a 4   | 12    |

## Economia
El 2007 la població en edat de treballar era de 227 persones, 161 eren actives i 66 eren inactives. De les 161 persones actives 150 estaven ocupades (87 homes i 63 dones) i 10 estaven aturades (2 homes i 8 dones). De les 66 persones inactives 31 estaven jubilades, 18 estaven estudiant i 17 estaven classificades com a «altres inactius».

### Ingressos
El 2009 a Champey-sur-Moselle hi havia 126 unitats fiscals que integraven 353,5 persones, la mediana anual d'ingressos fiscals per persona era de 20.630 €.

### Activitats econòmiques
Dels 11 establiments que hi havia el 2007, 1 era d'una empresa extractiva, 4 d'empreses de construcció, 2 d'empreses de comerç i reparació d'automòbils, 1 d'una empresa d'hostatgeria i restauració, 1 d'una empresa immobiliària, 1 d'una empresa de serveis i 1 d'una empresa classificada com a «altres activitats de serveis».
Dels 5 establiments de servei als particulars que hi havia el 2009, 1 era un paleta, 2 lampisteries, 1 empresa de construcció i 1 restaurant.

## Equipaments sanitaris i escolars
El 2009 hi havia una escola elemental integrada dins d'un grup escolar amb les comunes properes formant una escola dispersa.

## Poblacions més properes
El següent diagrama mostra les poblacions més properes.